# Настойка (алкогольный напиток)

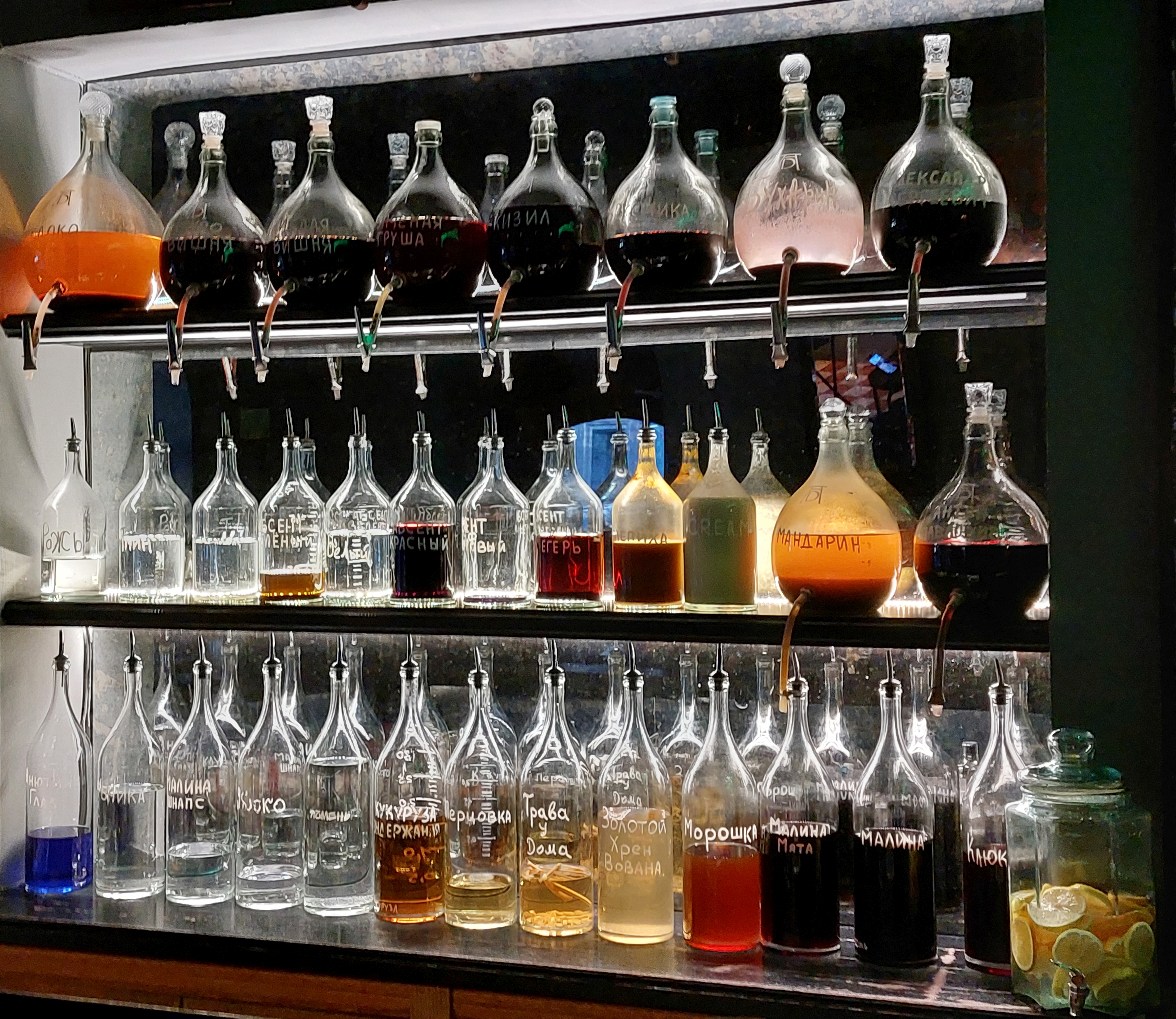
Разные настойки в баре

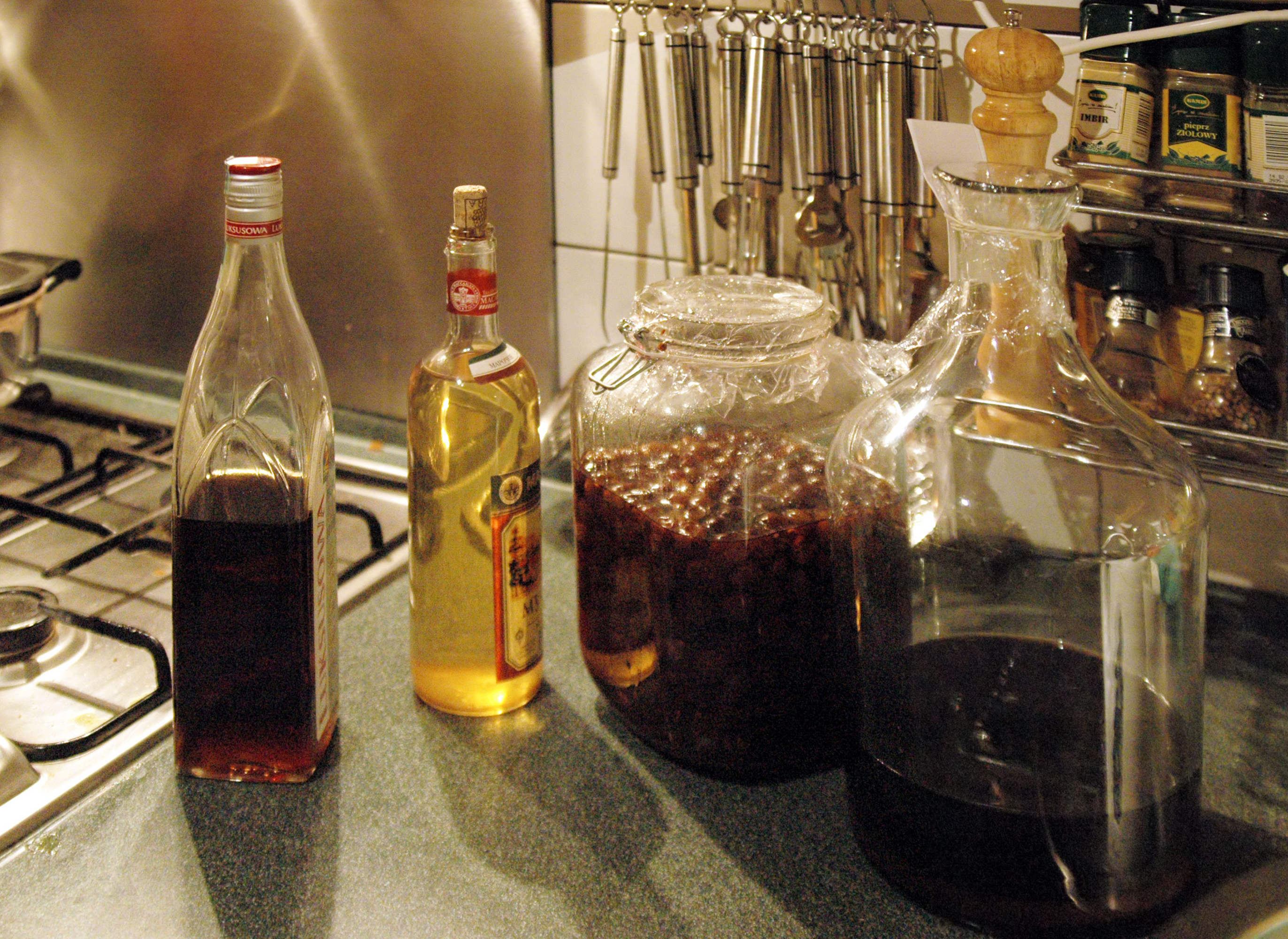
Настойки (слева направо): кофейная, имбирно-пряная, вишнёвая, кофейно-пряная

Насто́йка — алкогольный напиток, изготавливаемый путём настаивания спирта на различных плодах, косточках, пряностях, душистых и целебных травах. 
Свежие или высушенные плоды и растения настаивают в спирте до тех пор, пока эфирные масла и биологически активные вещества не перейдут в спирт.
Длительность настаивания колеблется от 2 до 6 недель, при необходимости время настаивания можно сократить до 7—10 дней за счёт повышения температуры до 50—60 °C. Настойки содержат до 30 % сахара при крепости до 45 % об. спирта, они менее сладкие, но более крепкие, чем наливки, имеют приятный вкус и могут служить как алкогольным напитком, так и лекарственным средством.
Сохранять настойки следует в плотно закрытых бутылках тёмного цвета.

## Примеры настоек
- Наливка
- Бальзам
- Биттер
- Хреновуха
- Зубровка
- Ерофеич
- Ратафия